# کارآگاه کی: راز جزیره گم‌شده
کاراگاه کی: راز جزیرهٔ گم‌شده (کره‌ای: 조선명탐정: 사라진 놉의 딸) یک فیلم تاریخی کمدی ماجراجویی سال ۲۰۱۵ کره جنوبی به کارگردانی کیم سوک یون است. این فیلم دنبالهٔ فیلم سال ۲۰۱۱، کارآگاه کی: راز بیوه با فضیلت و نهمین فیلم پرفروش سال ۲۰۱۵ است. دنبالهٔ این فیلم با نام کارآگاه کی: راز مردگان زنده در ۸ فوریه ۲۰۱۸ منتشر شد.

## بازیگران
- کیم میونگ-مین در نقش کیم مین، «کارآگاه کی»[۸]
- اوه دال-سو در نقش هان سو پیل
- لی یئون هی در نقش هیساکو[۹]
- جو کوان وو در نقش موسیقی‌دان جو
- جونگ وون جونگ در نقش همکار ارشد
- لی چه اون در نقش دا هه
- هوانگ چه وون در نقش دو هه
- هوانگ جونگ مین در نقش ساکورا
- وو هیون در نقش آقای بانگ
- چوی مو سونگ در نقش رئیس
- پارک سو یونگ (حضور افتخاری)
- کیم وون-هائه در نقش ساتو (حضور افتخاری)
- هیون وو در نقش خون‌آشام (حضور افتخاری)